# Mychajlo Bondarenko
Mychajlo Іllіč Bondarenko (in ucraino Михайло Ілліч Бондаренко?, in russo Михаил Ильич Бондаренко?, Michail Il'ič Bondarenko; Elisavetgrad, 27 agosto 1903 – Mosca, 10 febbraio 1938) è stato un politico sovietico, Primo ministro dell'Ucraina dall'agosto all'ottobre del 1937.

## Biografia

### Infanzia
Nato a Elisavetgrad nella provincia di Cherson (ora Kropyvnyc'kyj) da una famiglia di fabbri. Dal 1917 ha lavorato come apprendista fabbro, poi come tornitore. Alla fine del 1919 entra nel Komsomol e per quattro anni è capogruppo di fabbrica.

### Carriera politica
Dal 1923 entra negli organismi del partito fino a diventare Segretario Comitato del Distretto e poi nel 1931 è a capo del dipartimento di propaganda culturale di Elisavetgrad. Nello stesso anno ha iniziato la fase "caucasica" della sua carriera, viene inviato a Tbilisi come vicedirettore e capo del Dipartimento Territori transcaucasici del PCUS. Nel 1933-34 Bondarenko è nel comitato distrettuale del Partito Comunista dell'Azerbaigian a Baku, l'anno dopo diviene segretario, e l'anno successivo è eletto membro candidato del Comitato Centrale di Azerbaigian.
Bondarenko lavora per l'industria petrolifera, come manager e nel febbraio del 1936 li viene conferito l'Ordine della Bandiera rossa del Lavoro.
Nel 1936 torna in Ucraina con la carica di vicesegretario del Comitato della Città di Charkiv. Ben presto è diventato il vicesegretario del Comitato Regionale di Charkiv. L'anno seguente è nominato Segretario del Comitato dell'Oblast' di Vinnycja del Partito Comunista dell'Ucraina.
Come segretario critica il presidente (primo ministro) Panas Ljubčenko secondo lui vicino ai nazionalisti. Quando Ljubčenko si suicidio in una riunione urgente del Politburo nomina Bondarenko nuovo Presidente del Consiglio dei Commissari del Popolo della Repubblica socialista sovietica ucraina.
Ma il 13 ottobre 1937 il vicedirettore degli Affari Interni dell'URSS Frinovskiy firma un mandato di arresto per Bondarenko. Lo stesso giorno viene arrestato, i capi d'imputazione sono una condotta anti-sovietica e trotskista . Secondo gli investigatori, il presidente dei Commissari del Popolo dell'URSS era dal 1931 ed era un membro dell'organizzazione trotskista di Baku, per la restaurazione del capitalismo in Urss.

### Ultimi anni di vita
L '8 febbraio in un'udienza a porte chiuse del Collegio Militare della Corte Suprema dell'URSS viene condannato a morte e il 10 febbraio viene giustiziato a Mosca.
Michael Bondarenko venne riabilitato dal Collegio militare della Corte Suprema dell'URSS il 14 aprile 1956.